# Пьета Ронданини
Пьета́ Рондани́ни — последнее, незаконченное скульптурное произведение Микеланджело Буонарроти — пьета, находящаяся в специальном музее «Пьеты Ронданини» замка Сфорцеско в Милане. Название Ронданини связано с тем, что скульптура долгое время находилась во дворце Ронданини в Риме.

## История
Над «Пьетой Ронданини» Микеланджело работал с перерывами в течение 12 лет (с 1552 года до последних дней своей жизни). Несколько источников указывают, что на самом деле было три версии скульптурной группы, и эта — последняя. Некоторые источники сообщают, что историограф Джорджо Вазари упомянул эту Пьету в 1550 году, предполагая, что первая версия, возможно, уже существовала в то время.
В двухфигурной композиции Пьеты, по первоначальному замыслу скульптора, в фигуре Марии сливались воедино три образа: Мать, явившая Христа на этот свет, Судьба и Провидение, поднявшие сознание Христа на внеземной уровень, и теперь, когда пришёл назначенный час, с этой высоты все они возложили на него свои руки, взирая, как он слабеющими ногами ощупывает место своего последнего пристанища. По этому замыслу руки Христа должны были быть раскинуты: эта поза символизировала бы, что, невзирая на уготованную ему участь, его дух ещё не готов покинуть любимую им Землю. Скульптор остановил работу над скульптурой на девять лет и вернулся к ней в год своей смерти, изменив первоначальный замысел композиции. В последнем варианте скульптурной группы Микеланджело изменил положение рук Христа, прижав их к телу Девы Марии. От этой перестановки из повествовательной композиция превратилась в экспрессивно-эмоциональную. Самым главным элементом скульптурного изображения Христа стали мышцы его слабеющих ног. И в этих мышцах всё: и прощание, и боль, и безысходность, и человеческая трагедия .
Микеланджело продолжал трудиться над скульптурой даже за шесть дней до своей кончины, наступившей 18 февраля 1564 года. Однако это произведение скульптор подарил своему слуге Антонио дель Франчезе в августе 1561-го, когда оно ещё находилось в работе. Столетие спустя, в 1652 году, скульптуру «видели в одной римской мастерской». Затем она находилось во дворе Палаццо Ронданини, позднее, сменив ещё несколько мест, была приобретена Миланской коммуной и передана Музею Кастелло Сфорцеско в Милане.

## Эстетика
Над этой вещью, начатой около 1552 года, мастер ещё работал за шесть дней до смерти. Группа осталась незаконченной, но и в том фрагментарном состоянии, в котором она до нас дошла, «Пьета Ронданини» оставляет незабываемое впечатление.
Поначалу Микеланджело принялся обрабатывать глыбу для композиции иного типа, зафиксированной на одном рисунке в Оксфорде. Это должно было быть «Положение во гроб»; мёртвого Христа поддерживали сначала две фигуры, а затем одна … Но затем, почти десять лет спустя, он вновь вернулся к работе над группой, подвергнув её весьма существенным изменениям. Он стал выпрямлять тело Христа и сближать его с фигурой Марии. Одновременно он отказался от сильного наклона обеих голов. Все эти изменения оставили свой след на поверхности камня: голова Христа изваяна из правого плеча Марии, рука Христа — из правой части фигуры богоматери и её бедра; первоначальное левое плечо Христа и левый край его торса были использованы в дальнейшем как материал для его левой руки и для левой руки Марии; наконец, голове Марии придано более прямое положение, почти параллельное наклону головы Христа. Все эти изменения привели к тому, что «Положение во гроб» уступило место «Оплакиванию Христа»…В. Н. Лазарев
 Христос и Мария в этой скульптурной группе словно слиты воедино. Их фигуры удлинённых пропорций, хрупкие, невесомые, напоминают о позднеготических изваяниях. Это одно из самых трагичных по своему замыслу произведений Микеланджело, воплощающее одиночество и обречённость мастера. Одна из самых удивительных особенностей этой скульптурной группы — неясность пластического мотива. Что делает Мария? Поддерживает тело Христа или опирается на него? Эта неясность полна глубокого смысла: смерть Христа — это путь к его Воскресению и к нашей надежде на бессмертие.
Смысл этого произведения — трагическое единство Матери и Сына: мастер соединяет Христа и Марию в сплошную горестную, патетическую массу, где тело Христа изображено настолько исхудалым, что не остается надежды на возвращение жизни. С каким усилием Богоматерь поддерживает вытянутое тело Христа, какими бесплотными, уже нереальными кажутся в своей мучительной выразительности их скорбные, прижатые друг к другу фигуры. Безмерна степень того отчаяния, которое воплощено в этих двух одиноких фигурах, затерянных в огромном мире. Мать прижимается к мёртвому телу своего Сына, не будучи в силах с ним расстаться. Она не плачет, не кричит от страха и ужаса, не ломает руки. Её скорбь безмолвна.
«Здесь нет оплакивания в сюжетном смысле этого слова, — писал об этом произведении М. Я. Либман, — Нет здесь и элементов снятия с креста или положения во гроб. Это не действие, а состояние мистического углубления в страдания, смерть и воскресение Христа. В этом смысле старый художник возвратился к искусству позднего Средневековья, где ни весомость тела, ни его правильные пропорции, ни гармония композиции такой уж большой роли не играли. Где главной целью была одухотворённость образа».
По мнению М. Дворжака, Микеланджело в этом произведении достиг «совершенного единства материальной формы и духовного содержания, тела и чувств».